# Zbójnicka Polana

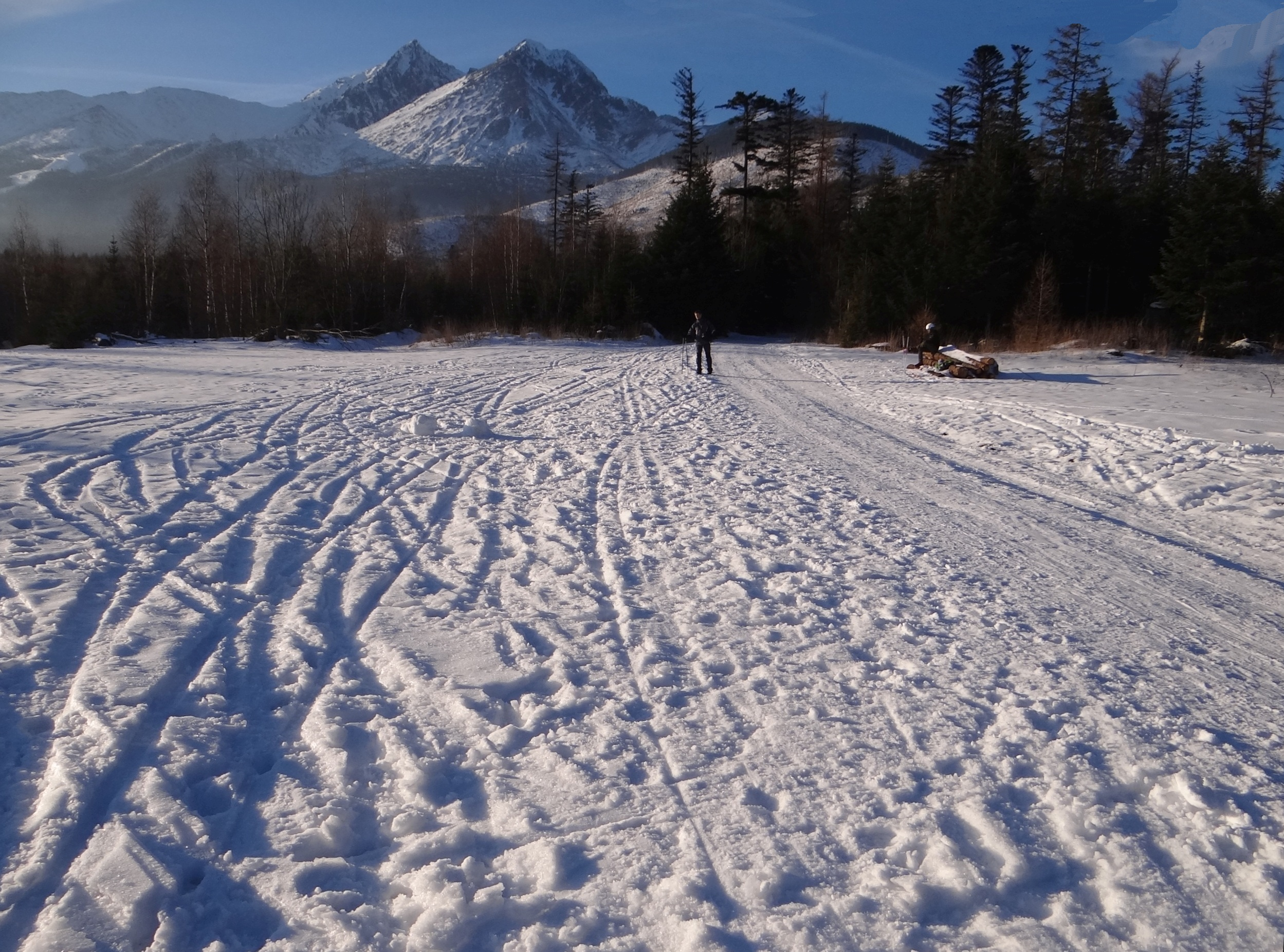

Zbójnicka Polana lub Zbójowe (słow. Zbojnícka poľana, niem. Räuberei) – położona na wysokości 920 m niewielka polana w Dolinie Kieżmarskiej w słowackich Tatrach Wysokich, na prawym brzegu Białej Wody Kieżmarskiej. Znajduje się w odległości ok. 100 m od przystanku autobusowego i parkingu Biała Woda pomiędzy Kieżmarskimi Żłobami a Matlarami. Według podań nazwa polany pochodzi od tego, że kiedyś schwytano tutaj herszta zbójników.
W latach 1925–1948 na polance tej stał prywatny pensjonat Biela voda (Weißwasserhaus) będący własnością Rudolfa Palencsára. Spłonął i nie został odbudowany. Od nazwy tego pensjonatu pochodzi nazwa przystanku Biała Woda. Przez Zbójnicką Polanę prowadzi zamykana szlabanem droga dojazdowa do schroniska nad Zielonym Stawem oraz szlak turystyczny do Doliny Kieżmarskiej. Z polanki rozlega się widok na wyniosły szczyt Łomnicy. Po olbrzymich wiatrołomach w 2004 r. polana stała się polaną już tylko z nazwy, gdyż powalony został cały otaczający ją las, a teren po nim zarósł masowo wierzbówką kiprzycą w sierpniu zakwitającą całymi łanami na różowo-fioletowy kolor.

## Szlaki turystyczne
– żółty od Białej Wody przez Zbójnicką Polanę, rozdroża przy Rzeżuchowej Polanie i na Folwarskiej Polanie, wzdłuż Białej Wody Kieżmarskiej do Schroniska nad Zielonym Stawem i dalej na Jagnięcy Szczyt
- Czas przejścia od Białej Wody do schroniska: 2:55 h, ↓ 2:30 h
- Czas przejścia ze schroniska na Jagnięcy Szczyt: 2:30 h, ↓ 2 2 h

 – rowerowy od Białej Wody do schroniska nad Zielonym Stawem, cały czas wzdłuż żółtego szlaku turystyki pieszej